# 和田崇
和田 崇（わだ たかし、1966年 - 2005年3月5日）は、日本の男性アニメーター。J.C.STAFF所属。
代表作に『あずまんが大王』（総作画監督）など。2005年3月5日、急性心臓病で亡くなった。享年39。

## 作品リスト

### テレビアニメ
1993年
- 幽☆遊☆白書（原画）

1994年
- しましまとらのしまじろう（作画監督）
- メタルファイター♥MIKU（作画監督）

1998年
- 魔術士オーフェン（作画監督（3話・7話・14話・17話・21話）、作画監督補佐（4話）、原画（1話・3話・7話・14話・23話・24話））

1999年
- KAIKANフレーズ（原画）
- へっぽこ実験アニメーション エクセル・サーガ（原画）
- 魔術士オーフェン Revenge（作画監督（5話・10話）、原画（2話・15話・20話・23話））

2000年
- だぁ!だぁ!だぁ!（作画監督、原画）
- 闇の末裔（作画監督）

2001年
- 魔法戦士リウイ（サブキャラクターデザイン、総作画監督、作画監督（1話・4話））

2002年
- あずまんが大王（総作画監督（4話 - 13話、15話 - 26話）、作画監督（1話・3話）、原画（4話・10話））
- スパイラル －推理の絆－（ED原画）

2003年
- ガンパレード・マーチ 〜新たなる行軍歌〜（総作画監督、作画監督（1話・12話））
- 一騎当千（総作画監督）
- 真月譚 月姫（総作画監督（4話・6話・8話・10話・11話・12話）、作画監督（11話））

2004年
- 忘却の旋律（作画監督（1話・2話・11話・23話）、原画（1話））

2005年
- スターシップ・オペレーターズ（総作画監督（1話 - 8話）、作画監督（1話、3話））
- 奥さまは魔法少女（原画（1話））

### OVA
1988年
- 恐怖のバイオ人間 最終教師（動画）

1989年
- 風魔の小次郎 夜叉篇（動画（1話・4話・6話））

1992年
- 風魔の小次郎 風魔反乱篇（原画）
- ハンサムな彼女（原画）

1993年
- ブラック・ジャック（原画）

1994年
- 紺碧の艦隊（-2003年、キャラ作画監督・原画）

1995年
- ウダウダやってるヒマはねェ!（原画）
- ウダウダやってるヒマはねェ!2（作画監督）
- ミネルバの剣士（キャラクターデザイン）

1996年
- それゆけ!宇宙戦艦ヤマモト・ヨーコ（原画）
- 湘南純愛組! 第4・5巻（キャラクターデザイン・作画監督）

1997年
- 真奈美&ナミ スプライト（キャラクターデザイン・総作画監督）